# Quận Clinton, Indiana
Quận Clinton là một quận thuộc tiểu bang Indiana, Hoa Kỳ.
Quận này được đặt tên theo. DeWitt Clinton, thống đốc thứ 7 của tiểu bang New York. Theo điều tra dân số của Cục điều tra dân số Hoa Kỳ năm 2000, quận có dân số 33.866 người. Quận lỵ đóng ở Frankfort6.

## Địa lý
Theo Cục điều tra dân số Hoa Kỳ, quận có diện tích 1049 km2, trong đó có 0 km2 là diện tích mặt nước.